# Auchenoglanis biscutatus
Auchenoglanis biscutatus е вид лъчеперка от семейство Claroteidae. Видът не е застрашен от изчезване.

## Разпространение и местообитание
Разпространен е в Гамбия, Гана, Гвинея, Египет, Етиопия, Камерун, Мали, Нигер, Нигерия, Сенегал, Чад и Южен Судан.
Обитава сладководни басейни, крайбрежия и реки.

## Описание
На дължина достигат до 54 cm, а теглото им е максимум 4400 g.